# امید نوروزی
امید نوروزی (زادهٔ ۲۹ بهمن ۱۳۶۴) کشتی‌گیر پیشین ایرانی در دسته‌های ۶۰ و ۶۶ کیلوگرم کشتی فرنگی است. او برندهٔ مدال طلای المپیک ۲۰۱۲ لندن، قهرمان کشتی جهان در سال ۲۰۱۱ و نیز دارندهٔ مدال طلای بازی‌های آسیایی ۲۰۱۰ گوانگژو است. نوروزی در سال ۲۰۱۶ از دنیای قهرمانی کناره‌گیری کرد و مدتی مشاور عالی رئیس فدراسیون کشتی ایران بوده‌است.نوروزی اولین مدال آور و اولین طلایی تاریخ کشتی فرنگی استان فارس در مسابقات جهانی و  اولین طلایی این استان در بازی های المپیک است. همچنین وی اولین طلایی تاریخ کشتی فرنگی ایران در مسابقات المپیک است.

## زندگی‌نامه
امید نوروزی در ۲۹ بهمن ۱۳۶۴ در شهر شیراز زاده شد.
او دارای مدرکِ کارشناسیِ ارشدِ مدیریت از دانشگاه آزاد، واحد علوم و تحقیقات شیراز است.

## فعّالیت ورزشی

### بازی‌های آسیایی ۲۰۱۰
در بازی‌های آسیایی ۲۰۱۰ گوانگجو، پس از شکستِ ریوتارو ماتسوموتو از ژاپن، نایب‌قهرمانِ جهان، ژن جی از چین، و جوماشف از ازبکستان، در فینال، جونگ جی هیون از کرهٔ جنوبی را شکست داد و اولین کشتی‌گیر ایرانی نام گرفت که روی سکوی اول بازی‌های آسیایی گوانگجو ایستاده‌است.

### مسابقات جهانی استانبول ۲۰۱۱
در مسابقات جهانی استانبول ۲۰۱۱، پس از استراحت در دور اول، مقابل کنستانتین بالیتسکی از آمریکا، زائور کورماگومدوف از روسیه، جیانگ شنگ از چین و جونگ جی هیون قهرمان المپیک آتن از کرهٔ جنوبی پیروز شد و به فینال رسید. حریف او در مبارزهٔ پایانی، المت کبیسبایف از قزاقستان بود نوروزی در این مسابقه که در سالن سینان اردم استانبول برگزار شد، اگرچه تایم دوم را با نتیجهٔ ۴–۰ واگذار کرد اما وقت‌های اول و سوم را با برتری ۲ بر صفر و ۶ بر ۵ پشت سر گذاشت و قهرمان شد. او در پایان، فنی‌ترین کشتی‌گیرِ این دوره از مسابقات لقب گرفت.

### المپیک تابستانی لندن ۲۰۱۲
دوشنبه ۶ اوت ۲۰۱۲ در ورزشگاه اکسل لندن امید نوروزی در المپیک لندن ابتدا جیانگ شنگ چینی را با نتیجهٔ سه بر یک شکست داد، او پس از این پیروزی به مصاف ایوو آنگلوف بلغار رفت و سه بر صفر پیروز این مسابقه هم شد و به مصاف المت کبیسپایف از قزاقستان رفت و در آن مسابقه هم با نتیجهٔ سه بر یک پیروز شد و به مرحلهٔ نیمه‌نهاییِ المپیک لندن رفت تا با حریف ژاپنی خود یعنی ریوتارو ماتسوموتو مسابقه دهد و اینبار هم با پیروزی سه بر صفر به فینال المپیک ۲۰۱۲ لندن راه یافت. او در فینال این مسابقات نیز توانست رواز لاشخی گرجستانی را در مجموع دو بر صفر شکست دهد و مدال طلای این مسابقات را کسب نماید و ایران را صاحب دومین مدال طلا در تاریخ کشتی فرنگی کند، وی پس پایان مسابقه از خوشحالی، محمد بنا، مربیش را سالتو سوبلس کرد. امید در بازی‌های جهانی دانمارک به لاشکی باخته بود.

### مسابقات قهرمانی کشتی جهان ۲۰۱۴
در وزن ۶۶ کیلوگرم امید نوروزی پس از استراحت در دور اول در دور دوم به مصاف دیوید کاسکاویلا از ایتالیا رفت و توانست این حریف ایتالیایی را با نتیجهٔ ۱۰ بر صفر شکست دهد. دارندهٔ مدال طلای وزن ۶۰ کیلوگرم جهان و المپیک در دور سوم به مصاف فرانک اشتبلر از آلمان رفت و در یک کشتی حساس و دیدنی در نهایت با نتیجهٔ ۴ بر ۳ حریف خود را شکست داد. نوروزی در دور بعد به مصاف کنستانتین استاس از بلغارستان رفت و در نهایت او را با نتیجهٔ ۳ بر ۲ شکست داد تا راهی مرحلهٔ نیمه‌نهایی شود. تاماس لورینز مجارستانی در نیمه‌نهایی با امید نوروزی سرشاخ شد و در نهایت این نوروزی بود که با نتیجهٔ ۴ بر یک این حریف نامدار مجاری را شکست داد تا راهی فینال مسابقات جهانی شود. نوروزی در فینال مسابقات با دوور اشتفانک سرشاخ شد و در نهایت با نتیجهٔ ۷ بر ۳ مقابل حریف صربستانی خود شکست خورد و به مدال نقره بسنده کرد.

## حاشیه‌ها
وی در جریان انتخابی تیم ملی در سال ۹۴ به رأی داور اعتراض نمود و نسبت به شکستن تبلیغات کنار زمین و حمله با چوب به داوران اقدام کرد. البته وی بعداً از کردهٔ خود ابراز ندامت نمود.
بر اساس رأی کمیتهٔ انضباطی، نوروزی به پرداخت ۲۰ میلیون تومان جریمه و ۶ ماه آموزش کشتی فرنگی به کشتی‌گیران نوجوان و نونهال محکوم شد.